# ジェシー・L・ラスキー・ジュニア
ジェシー・L・ラスキー・ジュニア（Jesse L. Lasky Jr.、1910年9月19日 - 1988年4月11日）は、アメリカ合衆国の脚本家、小説家、劇作家、詩人。

## 生い立ち
ラスキーは、映画プロデューサーだった同名の父ジェシー・L・ラスキーと、その妻ベッシー・アイダ・ギンズバーグ (Bessie Ida Ginsberg) の間に生まれた。ニューヨークのブロードウェイに生まれ、ロサンゼルスのハリウッドや、イングランドやフランスで育った。ブレア・アカデミー、ハン・スクール・オブ・プリンストンを経て、フランスのディジョン大学に学び、文学の学位を得た。17歳の時に詩の分野でいくつもの賞を受賞したことを機に、職業的な作家となるべく活動を始めた。

## 経歴
ラスキーは、小説8作品、戯曲5作品、詩集3冊と、50作品を超える数の映画脚本を手がけたが、脚本のうち8作品はセシル・B・デミル監督作品であった。クリストファー賞を受賞したほか、『BoxOffice』誌のボックスオフィス・マガジン賞 (BoxOffice Magazine Award) を2度、1949年の映画『サムソンとデリラ』と1956年の映画『十戒』で受賞した。ラスキーは、作家としての仕事で、ロンドン、ローマ、オーストリア、デンマーク、トルコ、スペイン、ポルトガル、ギリシャ、フランスなど各地へ赴いた。デヴィッド・ヘンプステッドは、1954年の映画『地獄と高潮』でラスキーと共作した。

## 第二次世界大戦
第二次世界大戦中、ラスキーはアメリカ陸軍の通信部隊の戦闘写真隊 (Combat Photographic Units) の大尉として、太平洋戦争の南西太平洋方面に従軍し、ダグラス・マッカーサー将軍から勲章を受けた。ラスキーは、通信部隊写真センター (Signal Corps Photographic Center) に陸軍映画訓練学校 (Army School of Film Training) を組織し、軍務のあらゆる分野に関する訓練映画の脚本を作成する書き手の養成をおこなった。

## 後年
3年半に及んだ海外での兵役を終えて除隊したラスキーは、新たに本や戯曲、映画脚本などを書き始めた。また、クリエイティブ・ ライティングやハリウッドの歴史について、アメリカ合衆国やイギリスのいくつもの組織で講演し、オックスフォード・ユニオンでも講演した。全米脚本家組合では映画部会の副部会長を務めた。
1962年、ラスキーは妻パット・シルバーとともにロンドンへ移り住んだ。同年の一時期にはスペイン南部に滞在したほか、広く各地を旅行した。ロンドンの紳士クラブであるギャリック・クラブや、軍事史家協会の会員となった。1920年代に母親に連れられてパリへ旅行した際に藤田嗣治が描いた17歳のラスキーの肖像画は、1975年にファンク・アンド・ワグノールズから出版されたラスキーの自伝『Whatever Happened to Hollywood?』の180ページに写真が収められている。
ラスキーは、膵癌のため、1988年4月11日に死去した。

## フィルモグラフィ
- Music is Magic（1934年）
- ホワイト・パレード (The White Parade)（1935年）
- Coming Out Party（1935年）
- Land of Liberty（1936年）
- 大平原 (Union Pacific)（1938年）
- 北西騎馬警官隊 (North West Mounted Police)（1940年）
- Back in the Saddle（1940年）
- Steel Against the Sky（1941年）
- The Singing Hills（1941年）
- 絶海の嵐 (Reap the Wild Wind)（1941年）
- オマハ街道 (The Omaha Trail)（1942年）
- The Valpariso Story（1946年）
- 征服されざる人々 (Unconquered)（1946年）
- The Thief of Venice（1948年）
- サムソンとデリラ (Samson and Delilah)（1949年）
- The Sickle or the Cross（1949年）
- Women Without Names（1950年）
- 激情の断崖 (Lorna Doone)（1950年）
- Mask of the Avenger（1950年）
- Never Trust a Gambler（1950年）
- The Brigand（1951年）
- Venture of Faith（1951年）
- 情炎の女サロメ (Salome)（1952年）
- 銀の鞭 (en:The Silver Whip)（1952年）
- The Iron Glove（1953年）
- Mission Over Korea（1953年）
- 地獄と高潮 (Hell and High Water)（1954年）
- 南海の黒真珠 (en:Pearl of the South Pacific)（1955年）
- 熱い血 (Hot Blood)（1955年）
- 十戒 (The Ten Commandments)（1955年）
- 大海賊 (The Buccaneer)（1958年）
- 大海戦史 (John Paul Jones)（1959年）
- On My Honor（1959) - 未完
- The Red Head（1959年ころ）
- バグダッドの魔術師 (The Wizard of Baghdad)（1960年）
- 7 Women from Hell（1960年）
- Pirates of Tortuga（1960年）
- 地獄の荒野 (Land Raiders)（1969年）
- One of Those Things（1970年）
- Crime and Passion（1976年）
- Bull Dance（1980年ころ）